# پمالنگ
پمالنگ (اندونزیایی: Pemalang) شهری در استان جاوه مرکزی کشور اندونزی است. جمعیت این شهر بر اساس سرشماری سال ۱۹۹۰ میلادی، ۱۵۲٫۶۶۷ نفر و بر اساس سرشماری سال ۲۰۰۰ میلادی، ۱۷۴٫۲۲۹ بوده که در سال ۲۰۰۷ میلادی به ۱۸۷٫۸۶۲ نفر افزایش یافته‌است.